# Pinochet de la Barra
Pinochet de la Barra är en strand i Antarktis. Den ligger i Sydshetlandsöarna. Argentina, Chile och Storbritannien gör anspråk på området.